# アイキン鉱
アイキン鉱(Aikinite)は、鉛、銅、ビスマスの硫化鉱物で、組成はPbCuBiS3である。黒色から灰色または赤茶色の針状斜方晶系結晶を作り、モース硬度は2-2.5、比重は6.1-6.8である。1843年にウラル山脈のベレゾフスキー鉱床で発見され、イギリスの鉱物学者アーサー・エイキンに因んで命名された。